# Thesaurus Linguae Graecae
El Thesaurus Linguae Graecae (TLG) es un instituto de investigación de la Universidad de California en Irvine. 
El TLG fue fundado en 1972 por Marianne McDonald, profesora de Teatro y Clásicas de esa universidad, con el fin de crear una colección digital de todos los textos conservados escritos en griego desde la antigüedad. Theodore Brunner (1934-2007) dirigió el centro desde 1972 hasta su jubilación en 1998. Maria Pantelia sucedió a Theodore Brunner en 1998. 
Este ambicioso proyecto salió adelante con la ayuda de numerosos clasicistas y expertos en tecnología, pero sobre todo de David W. Packard y su equipo, quienes crearon el sistema Ibycus, el hardware y software usados para leer y realizar búsquedas en el corpus de textos TLG. Desde 1972 el TLG ha recopilado y digitalizado la mayoría de textos escritos en griego desde Homero hasta la caída de Constantinopla en 1453.
La colección de textos TLG circuló originalmente en CD-ROM. El primer CD-ROM se editó en 1985. Desde 2001 los miembros de instituciones subscriptas pueden hacer búsquedas a través de la red. El público puede consultar toda la información bibliográfica y una selección de textos. Desde diciembre de 2006 los textos se han lematizado para facilitar las búsquedas.
El TLG es responsable del desarrollo, mantenimiento y documentación de Beta Code, un sistema de codificación de caracteres y formateo desarrollado por David W. Packard para codificar el alfabeto griego politónico. 